# Yahya Abdul-Mateen II
Yahya Abdul-Mateen II (n. 15 iulie 1986, Orleans Parish⁠(d), Louisiana, SUA) este un arhitect și actor american. Acesta este cunoscut pentru rolurile sale din filmele Baywatch, The Greatest Showman și Aquaman.